# Heyo Eckel
Heyo Eckel (* 8. Februar 1935 in Berlin) ist ein deutscher Radiologe und ärztlicher Standespolitiker.

## Leben
Als Sohn des Radiologen Paul Eckel, studierte er ab 1955 Medizin an der Eberhard Karls Universität Tübingen, der Johannes Gutenberg-Universität Mainz, der Friedrich-Alexander-Universität Erlangen und der Georg-August-Universität Göttingen. Er ist Mitglied des Corps Rhenania Tübingen (1955) und des Corps Borussia Halle (1956). Nach dem Staatsexamen und der Promotion (1962) arbeitete er in der Inneren Medizin von Hannoveraner Krankenhäusern. 1967 begann die Facharztausbildung zum Radiologen an der Medizinischen Hochschule Hannover. Eckel habilitierte sich 1975 und wurde Chefarzt und Ärztlicher Direktor des Evangelischen Krankenhauses in Göttingen-Weende. 1981 machte die Georg-August Universität ihn zum apl. Professor. 2006 ging er in den Ruhestand.

## Ehrenämter
Er engagierte sich (wie sein Vater) in der Standespolitik und wurde 1976 in die Kammerversammlung der Ärztekammer Niedersachsen gewählt. Von 1990 bis 2006 Kammerpräsident, engagierte er sich auch in der Bundesärztekammer in den Bereichen Weiterbildung, Fortbildung, Umwelt und Gesundheit. Von 1995 bis 2007 war er Vorsitzender des Deutschen Senats für Ärztliche Fortbildung. Er ist Mitgründer der Kinder von Tschernobyl – Stiftung des Landes Niedersachsen, war von 1992 bis 1997 stellvertretender Vorsitzender des Kuratoriums der Stiftung, von 1997 bis 2007 deren Vorsitzender und ist seitdem erneut stellvertretender Vorsitzender. Seit seiner Pensionierung betreut Eckel die Gefangenen der Justizvollzugsanstalt Rosdorf bei Göttingen.

## Ehrungen
- Ehrenpräsident der Ärztekammer Niedersachsen (2006)
- Ehrenpräsident des Deutschen Ärztetages (2012)
- Paracelsus-Medaille (2006) der deutschen Ärzteschaft
- Hartmann-Thieding-Medaille des Hartmannbundes (2007)
- Bundesverdienstkreuz 1. Klasse (2001)
- Verdienstkreuz Erster Klasse des Niedersächsischen Verdienstordens (1995)
- Johann-Peter-Frank-Medaille des Bundesverbandes der Ärzte des Öffentlichen Gesundheitswesens
- Franziska-Skoryini-Orden der belarussischen Regierung
- Verdienstorden des ukrainischen Präsidenten